# Skoropędek obrzeżony
Skoropędek obrzeżony (Agonum marginatum) – gatunek chrząszcza z rodziny biegaczowatych i podrodziny Platyninae.

## Taksonomia
Gatunek ten został opisany w 1758 roku przez Karola Linneusza jako Carabus marginatum.

## Morfologia
Chrząszcz o ciele długości od 8,5 do 10,5 mm. Ubarwienie głowy i przedplecza jest u niego całkiem metalicznie zielone lub brązowe, natomiast pokryw metalicznie zielone lub brązowe z żółtym, rozmytym obrzeżeniem, które zajmuje co najwyżej dwa ich międzyrzędy. Przedplecze ma głębokie dołki przypodstawowe. Czułki mają trzy początkowe człony nagie, błyszcząco żółtobrązowe, zaś pozostałe matowe wskutek owłosienia. Odnóża mają uda w częściach nasadowych żółtobrązowe, zaś u szczytów ciemnobrązowe.

## Ekologia
Helofilny, najczęstszy na stanowiskach nasłonecznionych bądź słabo ocienionych niską roślinnością. Preferuje gleby gliniaste lub gliniasto-piaszczyste, a spotykany jest również na szlamistych pobrzeżach wód stojących i wolno płynących.

## Rozprzestrzenienie
Gatunek zachodniopalearktyczny. W Europie wykazany został z Albanii, Austrii, Balearów, Białorusi, Belgii, Bośni i Hercegowiny, Bułgarii, Chorwacji, Cypru, Czech, Danii, Dodekanezu, Estonii, Finlandii, Francji, Grecji, Hiszpanii, Holandii, Irlandii, byłej Jugosławii, Korsyki, Krety, Liechtensteinu, Litwy, Luksemburgu, Łotwy, Mołdawii, Niemiec, Norwegii, Polski, Portugalii, Rosji, w tym obwodu królewieckiego, Sardynii, Słowacji, Słowenii, Sycylii, Szwecji, Szwajcarii, Ukrainy, Węgier, Wielkiej Brytanii i Włoch. Występuje na makaronezyjskich archipelagach: Azorach, Maderze i Wyspach Kanaryjskich. Z Afryki podawany z Maroka. W Azji Zachodniej zamieszkuje Turcję, Kaukaz i zachodni Turkmenistan.
W Irlandii szeroko rozpowszechniony, ale lokalny, często liczny w miejscach występowania.